# Sideridis lacrimosa
Sideridis lacrimosa là một loài bướm đêm trong họ Noctuidae.